# Лельречка
Лельречка — река в России, протекает по территории Медвежьегорского района Карелии. Берёт начало из Леликозера, к северо-востоку от посёлка Ламбасручей. Впадает в Онежское озеро. Длина реки — 11 км.

## Данные водного реестра
По данным государственного водного реестра России относится к Балтийскому бассейновому округу, водохозяйственный участок реки — Бассейн Онежского озера без рек Шуя, Суна, Водла и Вытегра, речной подбассейн реки — Свирь (включая реки бассейна Онежского озера). Относится к речному бассейну реки Нева (включая бассейны рек Онежского и Ладожского озера).